# Saab-Scania
Saab-Scania AB була шведською машинобудівною групою, яка існувала з 1968 по 1995 рік. Компанія Saab-Scania була утворена 19 грудня 1968 р. шляхом об'єднання Saab AB і Scania-Vabis . Компанія була розпущена в 1990-х роках, коли в 1990 році була утворена компанія з випуску легкових автомобілів Saab Automobile, яка стала частиною General Motors, а Scania AB і Saab AB стали незалежними компаніями в 1995 році.

## Історія
Наприкінці 1960-х років сім'я Валленберга мала власні інтереси в Saab і Scania-Vabis, вони хотіли створити велику шведську групу в галузі машинобудування. Компанія Saab-Scania була утворена 19 грудня 1968 р. шляхом об'єднання Saab AB і виробника автомобілів Scania-Vabis. Першим генеральним директором Групи став Курт Мієліковський у 1970 році, а головою правління — Маркус Валленберг-молодший на початку 1968 року. Виробництво вантажних автомобілів, автобусів і дизельних двигунів Scania-Vabis було об'єднано з виробництвом автомобілів Saab з метою розвитку діяльності в оборонній промисловості і аерокосмічній техніці . При злитті Scania-Vabis офіційно змінила назву на Scania .

### Структура групи
У зв'язку зі злиттям було сформовано автомобільний підрозділ, який займався виробництвом легкових автомобілів, вантажних автомобілів і автобусів, із головним офісом в Södertälje. У 1972 році, однак, підрозділ поділився на підрозділи Scania і легкових автомобілів, а підрозділ пасажирських автомобілів Saab тепер розмістив штаб-квартиру в Nyköping, Torsten Arnheim — менеджер. Багатою прибутковою частиною Групи було відділення Scania та виробництво літаків у Saab, тоді як підрозділ легкових автомобілів часто був центром його прибутковості.
У 1977 році група мала далекосяжні плани по об'єднанню підрозділу легкових автомобілів Saab з Volvo, але плани були відкладені після протестів Saab. У середині 1970-х років шведські виробники легкових автомобілів опинилися в складній кризі, і пропозиція про об'єднання Saab-Scania і Volvo була запущена тільки в 1977 році. Управління групи Saab-Scania вирішило, що злиття означало би, що Saab зникне, тому вони відмовилися від цієї ідеї. Однак розбіжності навколо злиття призвели до того, що Мієліковський залишив посаду генерального директора в 1978 році.

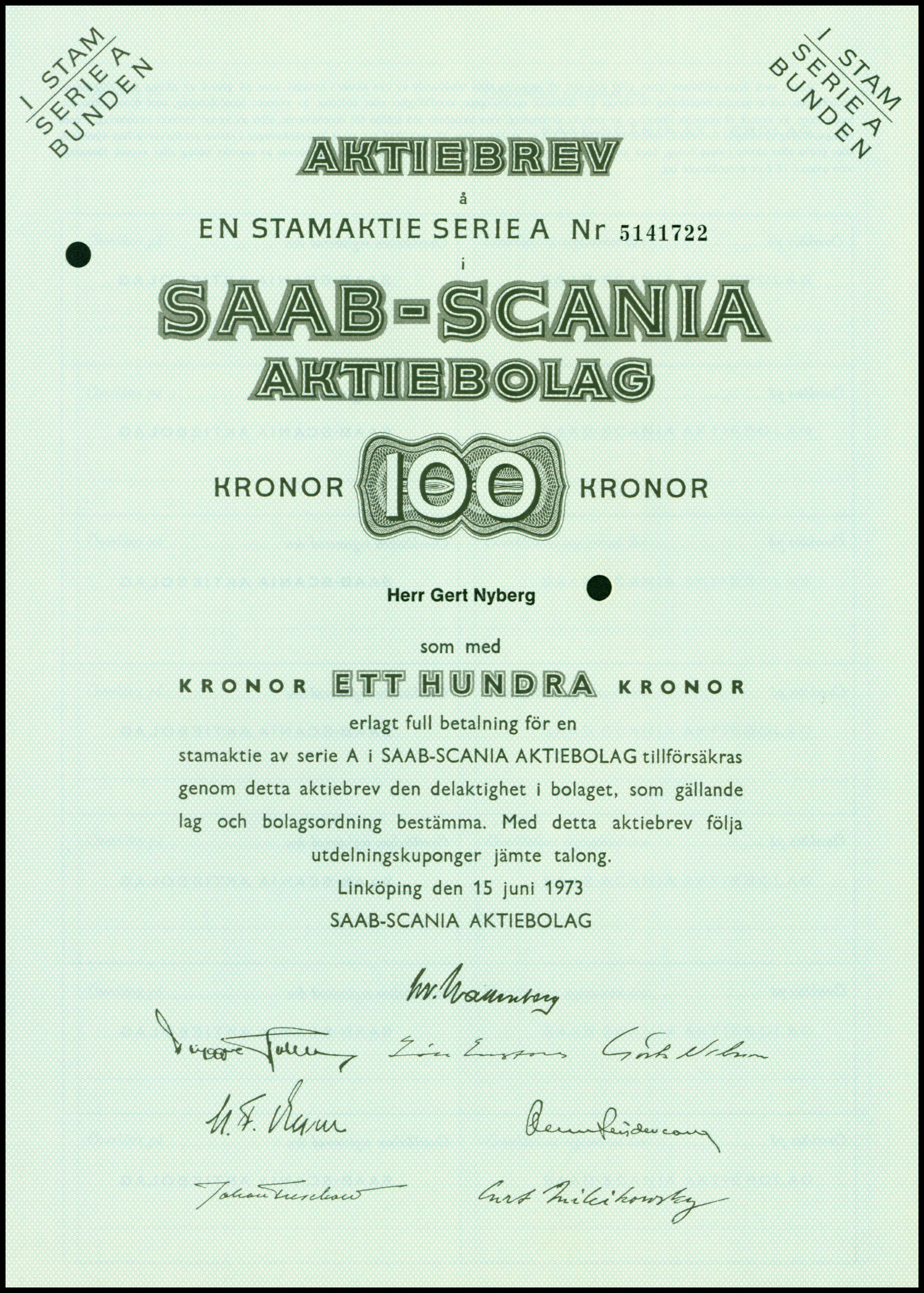
Фондовий сертифікат, що належить Saab-Scania, виданий 15 червня 1973 року.

У 1983 році був створений за допомогою Scaniagrip, розробленого Карлом Фредріком Рейтерсвардом, спільний корпоративний логотип. Він розміщувався на вантажних автомобілях і автобусах Scania і легкових автомобілях Saab.

### Розділення
Пасажирський підрозділ Saab став економічно невигідним, і в кінці 1980-х років відбулися кілька змін, тому виробництво легкових автомобілів було продане в 1990 році американській групі автомобілів General Motors . Це призвело до того, що Saab-Scania почала поділ і в 1995 році знову стала незалежною компанією, а Scania вийшла на біржу 1 квітня 1996 року. Тим не менш, емблема Saab-Scania залишається як загальна емблема (логотипи трохи відрізняється) для кожної компанії, незважаючи на те, що марка історично належить Scania .

## Управління

### Генеральні директори
- Георг Карнсунд (1983—1990)
- Стен Густафсон (1978—1983)
- Курт Мієліковський (1970—1978)

### Голова Ради
- Геста Нільссон (1980—1983)
- Маркус Валленберг (1968—1980)

## Галерея

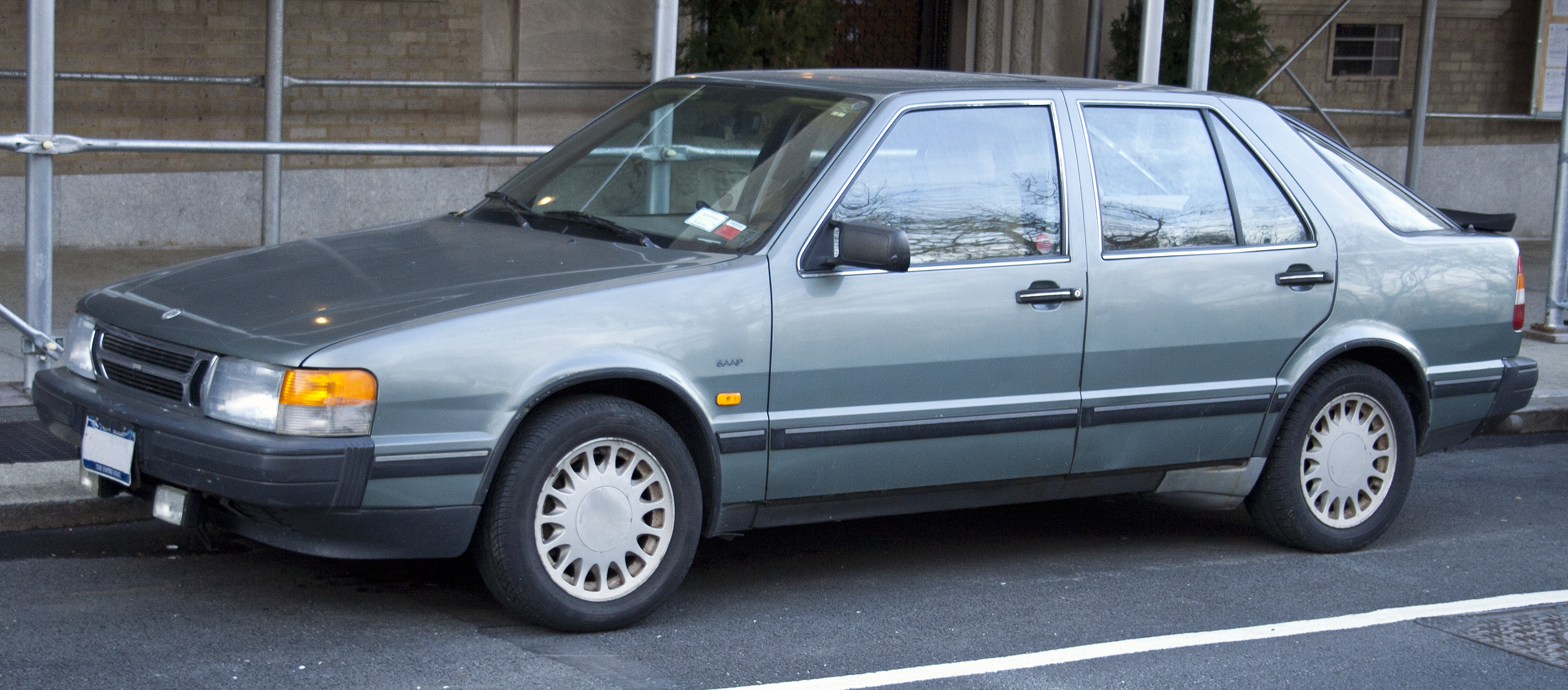
Saab 9000 CC Turbo рік модель 1988 року.
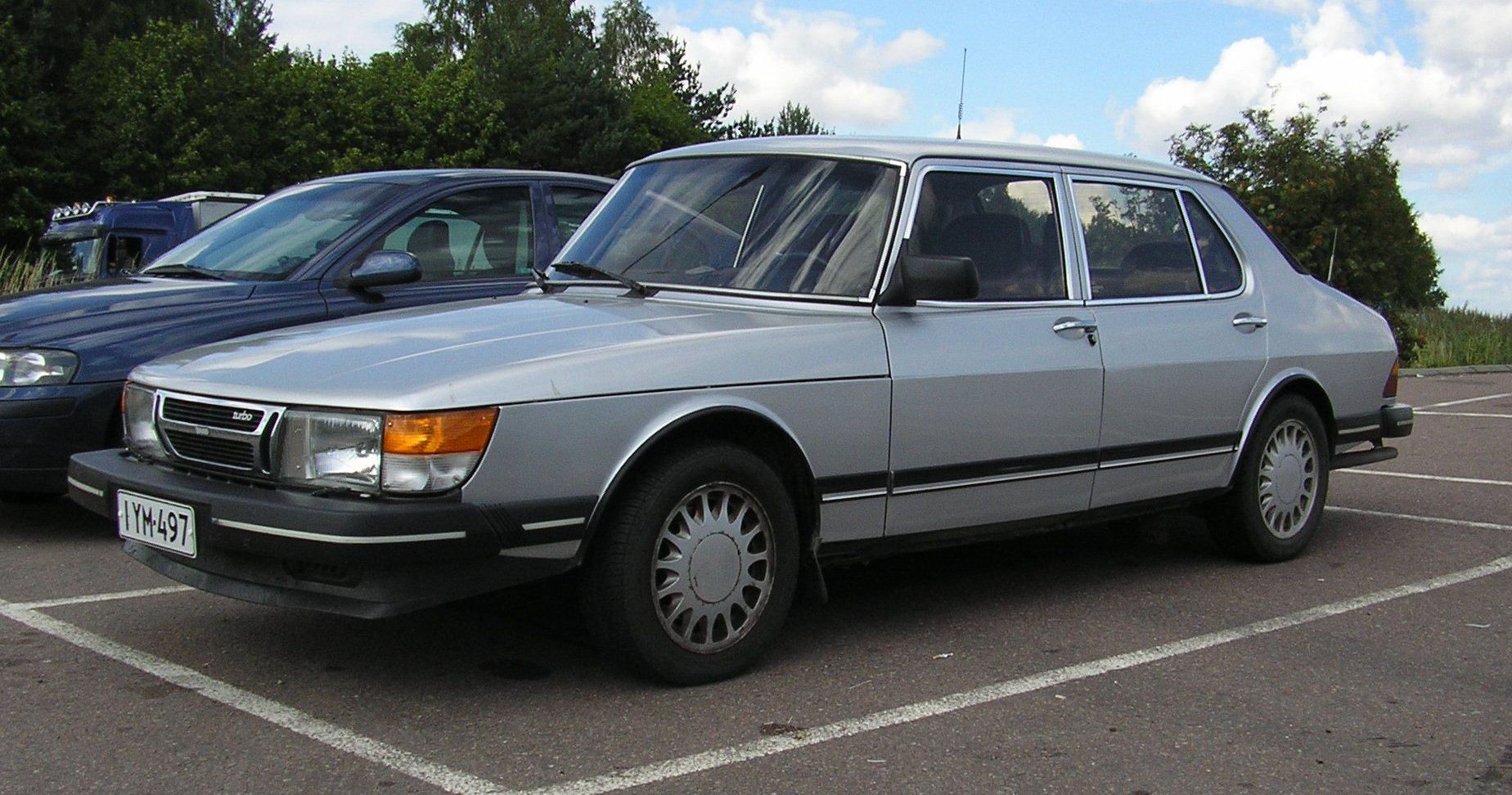
Saab 900 рік модель 1985 в Mantorp .
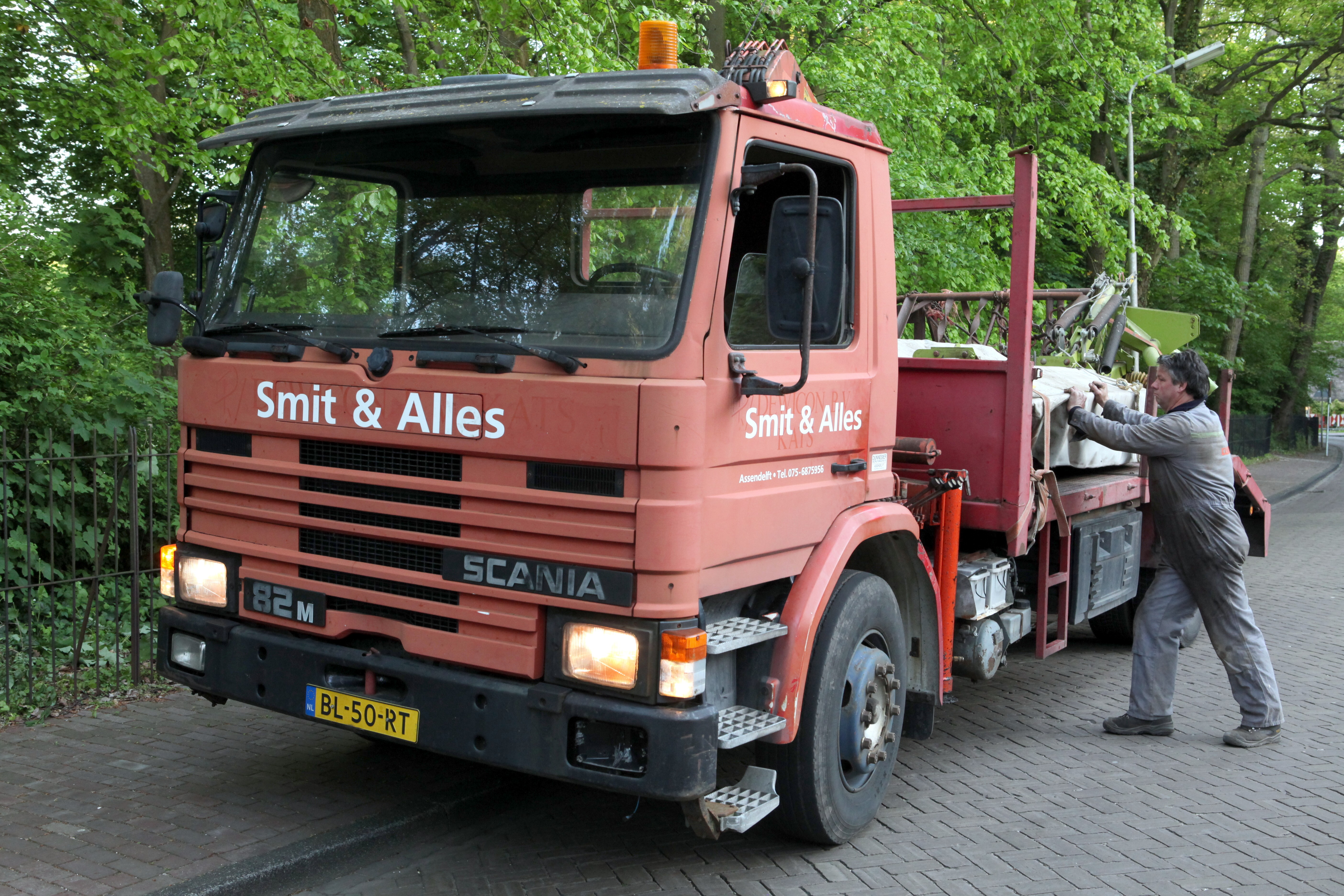
Scania 82M з 1985 року.
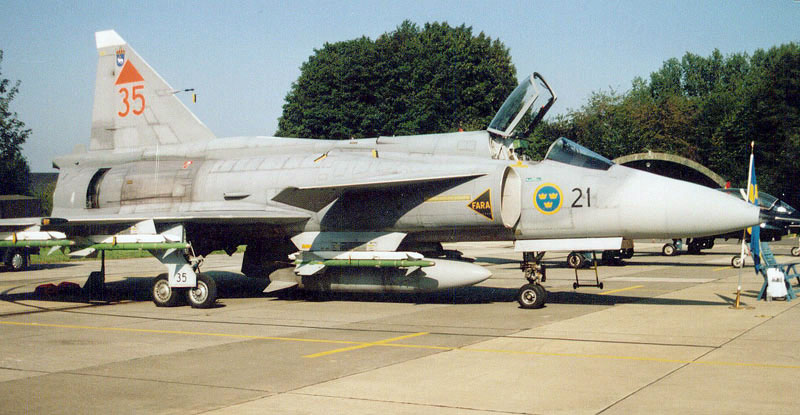
Saab JA 37 Viggen .